# Bang Sao Thong (huyện)
Bang Sao Thong (tiếng Thái: บางเสาธง) là một huyện (Amphoe) của tỉnh Samut Prakan ở miền trung Thái Lan.

## Địa lý
Các huyện giáp ranh là: Lat Krabang (Bangkok) về phía bắc, Bang Bo về phía đông và Bang Phli về phía tây.

## Lịch sử
Phố mới Bang Phli (tiếng Thái chuyển tự Mueang Mai Bang Phli) được lập giai đoạn 1992 - 1993 để làm nơi ở cho các gia đình có thu nhập cao. Khu vực này gồm 3 tambon được tách ra từ huyện Bang Phli và lập thành tiểu huyện mới (King Amphoe) từ ngày 1/4/1995.
Phố mới có 20.000 nhà với 100.000 dân. 
Theo quyết định của chính phủ Thái Lan vào ngày 15 tháng 5 năm 2007, tất cả 81 tiểu huyện đều được nâng lên thành huyện. Với việc đăng công báo ngày 24 tháng 8, việc nâng cấp này thành chính thức
.

## Hành chính
Huyện này được chia thành 3 phó huyện (tambon), các đơn vị này lại được chia ra thành 39 làng (muban). Bang Sao Thong là một thị trấn (thesaban tambon) nằm trên một phần của tambon Bang Sao Thong and Sisa Chorakhe Yai. Mỗi tambon có một Tổ chức hành chính tambon (TAO) quản lý các khu vực phi thành thị.
| STT. | Tên               | Tên Thái    | Số làng | Dân số |  |
| ---- | ----------------- | ----------- | ------- | ------ |  |
| 1.   | Bang Sao Thong    | บางเสาธง    | 17      | 41.882 |  |
| 2.   | Sisa Chorakhe Noi | ศีรษะจรเข้น้อย | 10      | 6.339  |  |
| 3.   | Sisa Chorakhe Yai | ศีรษะจรเข้ใหญ่ | 12      | 6.622  |  |